# Anchistioides compressus
Anchistioides compressus är en kräftdjursart som beskrevs av Paulson 1875. Anchistioides compressus ingår i släktet Anchistioides och familjen Anchistioididae. Inga underarter finns listade i Catalogue of Life.